# هينينج هولست
هينينج هولست (بالدنماركية: Henning Holst) هو لاعب هوكي الحقل دنماركي، ولد في 25 أكتوبر 1891 في كوبنهاغن في الدنمارك، وتوفي في 20 مارس 1975.

## وصلات خارجية
- هينينج هولست على موقع أوليمبيديا (الإنجليزية)